# Denemarken op de Olympische Zomerspelen 1924
Denemarken nam deel aan de Olympische Zomerspelen 1924 in Parijs, Frankrijk. Met 9 medailles eindigden de Denen op de 12e plaats in het medailleklassement.

## Medailleoverzicht
| Sport        | Olympiër                                 | Discipline           | Medaille |
| ------------ | ---------------------------------------- | -------------------- | -------- |
| Boksen       | Hans Jacob Nielsen                       | -61,2kg (m)          | Goud     |
| Schermen     | Ellen Osiier                             | floret (v)           | Goud     |
| Boksen       | Thyge Petersen                           | -79,4kg (m)          | Zilver   |
| Boksen       | Søren Petersen                           | +79,4kg (m)          | Zilver   |
| Paardensport | Frode Kirkebjerg                         | eventing individueel | Zilver   |
| Wielersport  | Edmund Hansen Villy Hansen               | tanden (m)           | Zilver   |
| Zeilen       | Knud Degn Christian Nielsen Vilhelm Vett | 6m klasse            | Zilver   |
| Schermen     | Grete Heckscher                          | floret (v)           | Brons    |
| Schietsport  | Niels Larsen                             | ?                    | Brons    |

## Deelnemers en resultaten

### Atletiek
| Olympiër                                              | Discipline               | Resultaat    | Prestatie                                                 |
| ----------------------------------------------------- | ------------------------ | ------------ | --------------------------------------------------------- |
| Poul Schiang                                          | 100m (m)                 | series       | serie 6: 4de in 11,5                                      |
| Mogens Truelsen                                       | 100m (m)                 | series       | serie 2: 3de                                              |
| Poul Schiang                                          | 200m (m)                 | series       | serie 5: 4de                                              |
| Poul Schiang                                          | 400m (m)                 | kwartfinale  | serie 2: 2de in 50,9 kwartfinale 3: 5de                   |
| Kai Jensen                                            | 800m (m)                 | halve finale | serie 6: 1ste in 1.58,4 halve finale 1: 5de               |
| Albert Larsen                                         | 800m (m)                 | halve finale | serie 7: 3de in 1.58,8 halve finale 2: 8ste in 2.00,2     |
| Albert Larsen                                         | 1500m (m)                | halve finale | serie 3: 3de in 4.11,5                                    |
| Louis Lundgren                                        | 110m horden (m)          | series       | serie 6: 3de                                              |
| Henri Thorsen                                         | 110m horden (m)          | halve finale | serie 4: 1ste in 16,0 halve finale 2: 5de in 15,7         |
| Louis Lundgren                                        | 400m horden (m)          | series       | serie 2: 3de in 56,0                                      |
| Henri Thorsen                                         | 400m horden (m)          | 9e           | serie 3: 2de in 57,2 halve finale 1: 6de in 57,3          |
| Kaj Jensen Poul Schiang Henri Thorsen Mogens Truelsen | 4x100m (m)               | 11e          | serie 5: 2de in 44,0 halve finale 2: 4de in 43,8          |
| Axel Jensen                                           | marathon (m)             | 11e          | 2:58.44,8                                                 |
| Henry Petersen                                        | polsstokhoogspringen (m) | 4e           | kwalificatie groep 2: 1ste met 3,66m finale: 4de met 3,90 |
| Karl Jensen                                           | discuswerpen (m)         | 13e          | kwalificatie groep 1: 5de met 39,78m                      |
| Karl Jensen                                           | kogelslingeren (m)       | 11e          | kwalificatie: 11de met 36,265m                            |

### Boksen
| Olympiër           | Discipline  | Resultaat | Prestatie |
| ------------------ | ----------- | --------- | --- |
| Hans Jacob Nielsen | -61,2kg (m) | Goud      | 1ste ronde: W van CHI Rodriguez 2de ronde: W van FRA Savignac kwartfinale: W van NOR Hansen halve finale: W van USA Boylstein finale: W van ARG Copello   |
| Charles Petersen   | -61,2kg (m) | 9e        | 1ste ronde: W van LUX Laurent 2de ronde: V van NOR Hansen                                                                                                 |
| Harald Nielsen     | -66,7kg (m) | 17e       | 1ste ronde: V van ITA Oldani |
| Andreas Petersen   | -66,7kg (m) | 9e        | 1ste ronde: W van GRE Gneftos: gediskwalificeerd 2de ronde: V van ARG Méndez                                                                              |
| Carl Lindberg      | -79,4kg (m) | 9e        | 1ste ronde: vrij 2de ronde: V van ITA Saraudi |
| Thyge Petersen     | -79,4kg (m) | Zilver    | 1ste ronde: W van ARG Rodriguez 2de ronde: W van POL Gerbich kwartfinale: W van USA Mulholland halve finale: W van NOR Sørsdal finale: V van GBR Mitchell |
| Robert Larsen      | +79,4kg (m) | 5e        | 1ste ronde: W van POL Konarzewski: gediskwalificeerd kwartfinale: V van NED de Best                                                                       |
| Søren Petersen     | +79,4kg (m) | Zilver    | 1ste ronde: W van ITA Scotti kwartfinale: W van GBR Clifton halve finale: W van NED de Best finale: V van NOR von Porat                                   |

### Moderne vijfkamp
| Olympiër           | Discipline | Resultaat | Prestatie |
| ------------------ | ---------- | --------- | --------- |
| Marius Christensen | mannen     | 14e       | 85 punten |
| Helge Jensen       | mannen     | 6e        | 61 punten |
| Otto Olsen         | mannen     | 15e       | 86 punten |

### Paardensport
| Olympiër           | Discipline  | Resultaat | Prestatie     |
| Eventing           | Eventing    | Eventing  | Eventing      |
| ------------------ | ----------- | --------- | ------------- |
| Hans Jacob Nielsen | individueel | Zilver    | 1853,5 punten |

### Schermen
| Olympiër                                                            | Discipline      | Resultaat | Prestatie |
| ------------------------------------------------------------------- | --------------- | --------- | --- |
| Jens Berthelsen                                                     | degen (m)       | 67e       | 1ste ronde groep G: 8ste met 2 overwinningen |
| Ivan Osiier                                                         | degen (m)       | 23e       | 1ste ronde groep E: 2de met 5 overwinningen kwartfinale groep A: 5de met 6 overwinningen halve finale groep A: 10de met 4 overwinningen                                                                          |
| Peter Ryefelt                                                       | degen (m)       | 9e        | 1ste ronde groep F: 2de met 4 overwinningen kwartfinale groep B: 6de met 4 overwinningen halve finale groep B: 5de met 5 overwinningen finale: 9de met 4 overwinningen                                           |
| Viggo Stilling-Andersen                                             | degen (m)       | 51e       | 1ste ronde groep A: 8ste met 4 overwinningen |
| Jens Berthelsen Ivan Osiier Peter Ryefelt Viggo Stilling-Andersen   | degen team (m)  | 67e       | groep D: 4de V van Portugal: 6-10 W van Nederland: 9-7 V van Uruguay: 7-9 |
| Jens Berthelsen                                                     | floret (m)      | 18e       | 1ste ronde groep A: 1ste met 2 overwinningen 2de ronde groep F: 3de met 2 overwinningen kwartfinale groep C: 6de met 1 overwinning                                                                               |
| Svend Munck                                                         | floret (m)      | 38e       | 1ste ronde groep E: 4de met 1 overwinningen |
| Ivan Osiier                                                         | floret (m)      | 9e        | 1ste ronde groep J: 1ste met 2 overwinningen 2de ronde groep E: 2de met 4 overwinningen kwartfinale groep B: 4de met 2 overwinningen halve finale groep A: 2de met 4 overwinningen finale: 6de met 1 overwinning |
| Erik Sjøqvist                                                       | floret (m)      | 42e       | 1ste ronde groep H: 4de met 1 overwinningen |
| Jens Berthelsen Svend Munck Ivan Osiier Erik Sjøqvist               | floret team (m) | 9e        | groep E: 1ste kwartfinale groep B: 2de V van Frankrijk: 2-14 W van Verenigde Staten: 9-7 |
| Jens Berthelsen                                                     | sabel (m)       | 42e       | 1ste ronde groep B: 7de met 1 overwinning< |
| Svend Munck                                                         | sabel (m)       | 41e       | 1ste ronde groep A: 7de met 0 overwinningen |
| Ivan Osiier                                                         | sabel (m)       | 6e        | 1ste ronde groep C: 2de met 4 overwinningen halve finale groep A: 2de met 7 overwinningen finale: 6de met 2 overwinningen                                                                                        |
| Jens Berthelsen Ejnar Levison Svend Munck Ivan Osiier Peter Ryefelt | sabel team (m)  | 7e        | groep D: 2de W van Groot-Brittannië: 9-7 kwartfinale groep C: 3de V van Frankrijk: 6-10 V van Tsjecho-Slowakije: 4-12                                                                                            |
|                                                                     |                 |           | |
| Yutta Barding                                                       | floret (v)      | 18e       | 1ste ronde groep C: 3de met 3 overwinningen halve finale groep A: 3de met 2 overwinningen finale: 5de met 1 overwinning                                                                                          |
| Ingeborg Buhl                                                       | floret (v)      | 38e       | 1ste ronde groep B: 4de met 2 overwinningen |
| Grete Heckscher                                                     | floret (v)      | Brons     | 1ste ronde groep D: 1ste met 5 overwinningen halve finale groep B: 2de met 4 overwinningen finale: 3de met 3 overwinningen                                                                                       |
| Ellen Osiier                                                        | floret (v)      | Goud      | 1ste ronde groep A: 1ste met 6 overwinningen halve finale groep A: 1ste met 5 overwinningen finale: 1ste met 5 overwinningen                                                                                     |

### Schietsport
| Olympiër                                                                               | Discipline             | Resultaat | Prestatie  |
| -------------------------------------------------------------------------------------- | ---------------------- | --------- | ---------- |
| Erik Sætter-Lassen                                                                     | 50m geweer liggend (m) | 4e        | 393 punten |
| Lars Jørgen Madsen                                                                     | 50m geweer liggend (m) | 24e       | 386 punten |
| Anders Peter Nielsen                                                                   | 50m geweer liggend (m) | 4e        | 393 punten |
| Arne Nielsen                                                                           | 50m geweer liggend (m) | 12e       | 389 punten |
| Niels Larsen                                                                           | 600m vrij geweer (m)   | Brons     | 94 punten  |
| Lars Jørgen Madsen                                                                     | 600m vrij geweer (m)   | 24e       | 82 punten  |
| Anders Peter Nielsen                                                                   | 600m vrij geweer (m)   | 24e       | 82 punten  |
| Erik Sætter-Lassen                                                                     | 600m vrij geweer (m)   | 46e       | 75 punten  |
| Niels Larsen Lars Jørgen Madsen Anders Peter Nielsen Erik Sætter-Lassen Peter Petersen | vrij geweer team (m)   | 6e        | 626 punten |
| Hans Jacobsen                                                                          | trap (m)               | onbekend  |            |

### Schoonspringen
| Olympiër            | Discipline     | Resultaat | Prestatie                                                |
| ------------------- | -------------- | --------- | -------------------------------------------------------- |
| Sven Palle Sørensen | 10m toren (m)  | 7e        | groep 3: 3de met 16 punten finale: 7de met 36 punten     |
| Herold Jansson      | hoogduiken (m) | 13e       | groep 3: 5de met 21 punten                               |
| Volmer Otzen        | hoogduiken (m) | 14e       | groep 2: 4de met 22 punten                               |
| Sven Palle Sørensen | hoogduiken (m) | 21e       | groep 1: 7de met 38 punten                               |
|                     |                |           |                                                          |
| Edith Nielsen       | 10m toren (v)  | 4e        | groep 2: 3de met 18,5 punten finale: 4de met 17,5 punten |

### Tennis
| Olympiër                     | Discipline     | Resultaat | Prestatie |
| ---------------------------- | -------------- | --------- | --- |
| Einar Bache                  | enkelspel (m)  | 33e       | 1ste ronde: W van MEX Lozano: 2-6, 8-6, 9-7, 6-4 2de ronde: V van AUS Bayley: 2-6, 1-6, 2-6                                                                                             |
| Erik Tegner                  | enkelspel (m)  | 33e       | 1ste ronde: W van HUN von Kelemen: 6-4, 6-1, 6-1 2de ronde: V van NOR Nielsen: 7-5, 4-6, 4-6, 7-9                                                                                       |
| Einer Ulrich                 | enkelspel (m)  | 33e       | 1ste ronde: 2de ronde: V van NED Timmer: 3-6, 6-2, 6-1, 2-6, 3-6 |
| Bjørn Thalbitzer             | enkelspel (m)  | 33e       | 1ste ronde: 2de ronde: V van GBR Woosnam: 1-6, 1-6, 2-6 |
| Erik Tegner Einer Ulrich     | dubbelspel (m) | 9e        | 1ste ronde: vrij 2de ronde: W van IND Sleem/Jacob: 6-3, 6-4, 4-6, 6-4 3de ronde: W van SUI Debran/Hanns Syz: 3-6, 6-0, 6-1, 6-1 4de ronde: V van USA Williams/Washburn: 4-6, 4-6, 10-12 |
| Einar Bache Bjørn Thalbitzer | dubbelspel (m) | 33e       | 1ste ronde: V van ITA Harada/Okamoto: 0-6, 0-6, 1-6 |
|                              |                |           | |
| Einar Bache                  | enkelspel (v)  | 33e       | 1ste ronde: V van ITA Gagliardi: 0-6, 2-6 |
|                              |                |           | |
| Elsebeth Brehm Erik Tegner   | dubbelspel (m) | 17e       | 1ste ronde: V van BEL de Borman/Halot: 2-6, 4-6 |

### Wielersport
| Olympiër                                                 | Discipline               | Resultaat | Prestatie |
| Baan                                                     | Baan                     | Baan      | Baan |
| -------------------------------------------------------- | ------------------------ | --------- | --- |
| Holger Guldager                                          | sprint (m)               | 4e        | 1ste ronde serie 6: 2de 1ste ronde herkansingen: 1ste kwartfinale 2: 2de kwartfinale herkansingen: 1ste halve finale: 2de |
| Willy Hansen                                             | sprint (m)               | 10e       | 1ste ronde serie 3: 2de 1ste ronde herkansingen: 1ste kwartfinale 1: 2de kwartfinale herkansingen: 3de                    |
| Edmund Hansen                                            | tijdrit (m)              | 8-36e     | |
| Willy Hansen                                             | tijdrit (m)              | DNF       | niet gefinisht |
| Edmund Hansen Willy Hansen                               | tandem (m)               | Zilver    | serie 3: 1ste in 12,8 finale: 2de                                                                                         |
| Holger Guldager Edmund Hansen Willy Hansen Jens Kjeldsen | ploegenachtervolging (m) | DNF       | serie 4: 1ste in 5.27,6 kwartfinale: niet gestart                                                                         |
| Weg                                                      |                          |           | |
| Erik Andersen                                            | tijdrit (m)              | DNF       | niet gefinisht |
| Ahrensborg Claussen                                      | tijdrit (m)              | 38e       | 7:19.16,4 |

### Worstelen
| Olympiër            | Discipline  | Resultaat   | Prestatie |
| Vrije stijl         | Vrije stijl | Vrije stijl | Vrije stijl |
| ------------------- | ----------- | ----------- | --- |
| Rasmus Torgensen    | -61kg (m)   | 5e          | 1ste ronde: vrij 2de ronde: W van GBR MacKenzie kwartfinale: V van USA Newton bronzen halve finale: V van SWE Hansson                                  |
| Søren Eriksen       | -66kg (m)   | 11e         | 1ste ronde: V van FIN Wikström bronzen halve finale: V van FIN Haavisto                                                                                |
| John Christoffersen | -79kg (m)   | 5e          | 1ste ronde: V van SUI Hagemann zilveren halve finale: V van FIN Penttilä                                                                               |
| Svend Nielsen       | -79kg (m)   | 11e         | 1ste ronde: V van USA Smith |
| Poul Hansen         | -87kg (m)   | 7e          | 1ste ronde: W van SUI Roth 2de ronde: V van SUI Courant                                                                                                |
| Grieks-Romeins      |             |             | |
| Hermann Andersen    | -58kg (m)   | 17e         | 1ste ronde: V van BEL Dierickx 2de ronde: V van NOR Martinsen                                                                                          |
| Georg Gundersen     | -58kg (m)   | 17e         | 1ste ronde: W van TCH Bozděch 2de ronde: V van AUT Herschmann 3de ronde: opgave                                                                        |
| Søren Eriksen       | -62kg (m)   | 13e         | 1ste ronde: V van FIN Toivola 2de ronde: W van LAT Rudzits 3de ronde: V van FIN Anttila                                                                |
| Rasmus Torgensen    | -62kg (m)   | 8e          | 1ste ronde: V van FIN Anttila 2de ronde: W van ITA Quaqlia 3de ronde: W van EST Käpp 4de ronde: V van FIN Toivola                                      |
| Holger Askehave     | -67kg (m)   | 9e          | 1ste ronde: V van EST Praks 2de ronde: W van GRE Pavlidis 3de ronde: W van POL Rękawek 4de ronde: V van FIN Friman                                     |
| Frants Frisenfeldt  | -67kg (m)   | 5e          | 1ste ronde: W van NOR Michelsen 2de ronde: W van NED Coerse 3de ronde: W van ESP Solé 4de ronde: V van TCH Kratochvíl 5de ronde: V van HUN Keresztes   |
| John Christoffersen | -75kg (m)   | 7e          | 1ste ronde: W van BEL Dumont 2de ronde: W van LAT Vilciņš 3de ronde: V van SWE Nilsson 4de ronde: W van NED Reinderman 5de ronde: V van FIN Westerlund |
| Svend Nielsen       | -82,5kg (m) | 9e          | 1ste ronde: W van NED Muijs 2de ronde: W van LAT Baumanis 3de ronde: V van SWE Svensson 4de ronde: opgave                                              |
| Axel Tetens         | -82,5kg (m) | 9e          | 1ste ronde: V van TCH Tázler 2de ronde: W van AUT Sax 3de ronde: V van SWE Westergren                                                                  |
| Poul Hansen         | +82,5kg (m) | 9e          | 1ste ronde: V van FRA Deglane 2de ronde: W van NED Sint 3de ronde: V van SWE Nilsson                                                                   |
| Emil Larsen         | +82,5kg (m) | 4e          | 1ste ronde: W van LAT Polis 2de ronde: V van HUN Badó 3de ronde: W van FIN Salila 4de ronde: W van BEL Pothier 5de ronde: V van FIN Rosenqvist         |

### Zeilen
| Olympiër                                 | Discipline   | Resultaat | Prestatie |
| ---------------------------------------- | ------------ | --------- | --------- |
| Aage Pedersen                            | 12 voets jol | 17e       |           |
| Knud Degn Christian Nielsen Vilhelm Vett | 6m klasse    | Zilver    |           |

### Zwemmen
| Olympiër                                                          | Discipline            | Resultaat | Prestatie                                            |
| ----------------------------------------------------------------- | --------------------- | --------- | ---------------------------------------------------- |
| Agnete Olsen                                                      | 100m vrije slag (m)   | 11e       | serie 1: 3de in 1.23,0                               |
| Karen Maud Rasmussen                                              | 100m vrije slag (m)   | 16e       | serie 2: 5de in 1.29,0                               |
| Hedevig Rasmussen                                                 | 100m vrije slag (m)   | 10e       | serie 3: 3de in 1.22,4                               |
| Vibeke Møller                                                     | 400m vrije slag (m)   | 11e       | serie 3: 3de in 7.02,2                               |
| Karen Maud Rasmussen                                              | 400m vrije slag (m)   | 8e        | serie 1: 3de in 6.58,2 halve finale 2: 4de in 6.55,2 |
| Vibeke Møller Agnete Olsen Hedevig Rasmussen Karen Maud Rasmussen | 4x100m vrije slag (m) | 4e        | 5.42,4                                               |

Argentinië · Australië · België · Brazilië · Brits-Indië · Bulgarije · Canada · Chili · Cuba · Denemarken · Ecuador · Egypte · Estland · Filipijnen · Finland · Frankrijk · Griekenland · Groot-Brittannië · Haïti · Hongarije · Ierland · Italië · Japan · Joegoslavië · Letland · Litouwen · Luxemburg · Mexico · Monaco · Nederland · Nieuw-Zeeland · Noorwegen · Oostenrijk · Polen · Portugal · Roemenië · Spanje · Tsjecho-Slowakije · Turkije · Uruguay · Verenigde Staten · Zuid-Afrika · Zweden · Zwitserland